# Johannes Wilhelmus Maria Liesen
Johannes Wilhelmus Maria Liesen, conosciuto anche come Jan Liesen (Oosterhout, 17 settembre 1960), è un vescovo cattolico olandese, dal 26 novembre 2011 vescovo di Breda.

## Biografia
Nato e cresciuto in una fattoria a Oosterhout, nel Brabante Settentrionale e diocesi di Breda, vi ha frequentanto le scuole fino alle superiori, ottenendo il diploma nel 1978 al St. Oelbertgymnasium.

### Formazione e ministero sacerdotale
Dal 1978 al 1983 ha studiato filosofia e teologia presso il seminario dell'Abbazia di Rolduc, a Kerkrade. È stato ordinato presbitero il 16 giugno 1984.
Tra il 1984 e il 1985 è stato vicario parrocchiale a Eygelshoven. Per i 5 anni successivi ha studiato presso il Pontificio Istituto Biblico ottenendo, nel 1990, il dottorato in teologia biblica frequentando parte dei corsi a Gerusalemme.
Dal 1990 al 2010 ha insegnato teologia biblica, esegesi e Lingua ebraica al Seminario Maggiore di Roermond, diventando, dal 1996, anche bibliotecario dello stesso istituto. Ha anche insegnato ai seminari maggiore della diocesi di Haarlem-Amsterdam (2000-2003) e della diocesi di 's-Hertogenbosch (2001-2006).
Dal 2004 al 2014 ha fatto parte della Commissione Teologica Internazionale.

### Ministero episcopale
Il 15 luglio 2010 è stato nominato da Papa Benedetto XVI vescovo ausiliare di 's-Hertogenbosch e vescovo titolare di Tunnuna, ricevendo la consacrazione episcopale il 18 settembre dello stesso anno dal vescovo di 's-Hertogenbosch, Antonius Lambertus Maria Hurkmans, co-consacranti il vescovo di Roermond Franciscus Jozef Maria Wiertz e il vescovo ausiliare di Haarlem-Amsterdam Joseph Frans Lescrauwaet.
Il 26 novembre 2011 è stato nominato vescovo di Breda, succedendo il 28 gennaio 2012 a monsignor Hans van den Hende, assegnato alla diocesi di Rotterdam.

## Genealogia episcopale
La genealogia episcopale è:
- Cardinale Scipione Rebiba
- Cardinale Giulio Antonio Santori
- Cardinale Girolamo Bernerio, O.P.
- Arcivescovo Galeazzo Sanvitale
- Cardinale Ludovico Ludovisi
- Cardinale Luigi Caetani
- Cardinale Ulderico Carpegna
- Cardinale Paluzzo Paluzzi Altieri degli Albertoni
- Papa Benedetto XIII
- Papa Benedetto XIV
- Papa Clemente XIII
- Cardinale Marcantonio Colonna
- Cardinale Giacinto Sigismondo Gerdil, B.
- Cardinale Giulio Maria della Somaglia
- Cardinale Carlo Odescalchi, S.I.
- Cardinale Costantino Patrizi Naro
- Cardinale Lucido Maria Parocchi
- Papa Pio X
- Papa Benedetto XV
- Papa Pio XII
- Cardinale Eugène Tisserant
- Papa Paolo VI
- Vescovo Joannes Baptist Matthijs Gijsen
- Vescovo Joannes Gerardus ter Schure, S.D.B.
- Vescovo Antonius Lambertus Maria Hurkmans
- Vescovo Johannes Wilhelmus Maria Liesen